# Gemeinschaftsmarketing
Gemeinschaftsmarketing ist die gemeinschaftlich finanziert oder betriebene Wahrnehmung von Marketingmaßnahmen durch alle Unternehmen einer Branche. Da ein wesentlicher Teil der Maßnahmen häufig in Form von Werbung erbracht wird, wird oft synonym von Gemeinschaftswerbung gesprochen.

## Geschichte
Die Erfindung der Gemeinschaftswerbung geht auf die befreundeten Unternehmer Otto Henkell und Ludwig Stollwerck zurück. Beide setzten Gemeinschaftswerbung ab etwa 1900 ein. Sie veranstalteten im Jahr 1904 ein Preisausschreiben „um Entwürfe von Illustrationen zum Zweck der Propaganda für ihre Fabrikate Schokolade bzw. Kakao und Champagner“. Die „bildlichen Empfehlungen, zu verwenden als Zeitungsanzeigen, Plakate und illustrirte Postkarten“ sollten den Gebrauch beider Produktgruppen vereint darstellen. Für alle Entwürfe wurde ein Hochformat von 25 cm Breite und 34 cm Höhe vorgeschrieben. Ausgesetzt wurden ein erster Preis zu 2.000 Mark (M.), zwei zweite Preise zu je 1.000 M., sechs dritte Preise zu je 500 M. und zehn vierte Preise zu je 200 M. Angeboten wurde weiterhin bei Gefallen der Ankauf nicht preisgekrönter Entwürfe für je 200 M. Als Preisrichter wurden Emil Doepler d. J. aus Berlin, Woldemar Friedrich aus Berlin, Klaus Mayer aus Düsseldorf, Bruno Schmitz aus Berlin, Raffael Schuster-Woldan aus München, Franz Skarbina aus Berlin und Kommerzienrat Friedrich Wilhelm Georg Büxenstein aus Berlin benannt.
Im Wettbewerb erhielten den 1. Preis (2.000 M.) Eugen Kirchner in München, die beiden 2. Preise (je 1.000 M.) Julius Diez in München und Friedrich Stahl in Florenz, die sechs 3. Preise (je 500 M.) Albert Klinger in Charlottenburg, Ludwig Hohlwein in München (zwei Preise), Fritz Klee in München, Bernhard Halbreiter in München und Elly Hirsch in Berlin, die fünfzehn 4. Preise (je 200 M.) Anton Kerschbaumer in München, Johann Baptist Maier in München, Gg. v. Kürthy in Budapest, Fritz Helmuth Ehmcke in Düsseldorf, Paul Leuteritz in München, Otto Kleinschmidt in München, Ulrich Hübner in Berlin, Anton Hoffmann in München, Otto Ludwig Naegele in München, Peter Würth in Würzburg, Fritz Klee in München, Ernst Oppler in Hamburg, A. Altschul in Berlin, Ant. Jos. Pepins in Dresden und August Geigenberger in Wasserburg am Inn.
Neben den Entwürfen der Preisträger kaufte Ludwig Stollwerck 90 Entwürfe weiterer Künstler zum Preis von je 200 M. an. Insgesamt 114 Entwürfe ließ er fotografieren und als Reproduktionen in einem Auswahlbuch zusammenstellen, worin er auf der ersten Umschlagseite notierte „Zur Beurtheilung von allen Mitarbeitern der Firma [Anm.: Stollwerck], und besonders deren Damen, da die Stollwerck Reclame sich hauptsächlich an die Frauenwelt richten muss und sich daher eine gewisse Reserve aufzuerlegen hat.“ Darunter gab er Bewertungsnoten von 1 (gut brauchbar) bis 4 (ganz unbrauchbar) vor.

## Entwicklung
Das Gemeinschaftsmarketing eignet sich insbesondere für Produkte, die wenig Möglichkeiten zur Differenzierung bieten. Dies trifft zum Beispiel auf Grundstoffe oder Verarbeitungsmaterialien zu (Gips, Beton, Stahl, Wolle). In besonderem Maße sind die rund 400.000 landwirtschaftlichen Betriebe dem Problem der geringen Produktdifferenzierung ausgesetzt. Daher wurde seit den 1970er Jahren das Gemeinschaftsmarketing insbesondere als Instrument des Agrarmarketing populär. In der Folge des Absatzfondsgesetzes von 1969 wurde die Centrale Marketing-Gesellschaft der deutschen Agrarwirtschaft mbH (CMA) als eigenständige Institution für das Gemeinschaftsmarketing deutscher Agrarprodukte geschaffen. Im Rahmen des Gemeinschaftsmarketing beteiligen sich für einzelne Produktgruppen Hersteller und Weiterverarbeiter unterschiedlicher Wertschöpfungsstufen des Agribusiness an der Maßnahmenfinanzierung. In der Anfangszeit des Gemeinschaftsmarketing repräsentierte die Gemeinschaftswerbung einen relevanten Teil der gesamten Werbeausgaben.

## Kritik: Heutige Grenzen
Probleme im Gemeinschaftsmarketing ergeben sich heute vor allem in folgenden Bereichen:
- Inzwischen ist die Markenwerbung der Unternehmen gegenüber den 1960er Jahren deutlich ausgeweitet worden, während das Budget für Gemeinschaftswerbung sich wesentlich weniger dynamisch entwickelte. In den zehn Jahren zwischen 1986 und 1995 nahm der der Anteil der Gemeinschaftswerbung an den gesamten Werbeausgaben bei Fleisch von 56 % auf 28 % und bei Milch von 25 % auf 9 % ab[6][7] Dies kann Konflikte zwischen Markenwerbung und Gemeinschaftswerbung verursachen.
- Mit zunehmender Marktsättigung kann die Gemeinschaftswerbung für einzelne Agrarprodukte möglicherweise zur Kannibalisierung der einzelnen Produkte führen. Absatzerfolge eines Produktes gehen auf Kosten eines anderen Produktes, da der Gesamtabsatz an Nahrungsmitteln nicht beliebig steigerungsfähig ist.
- Mit zunehmender Verflechtung der internationalen Märkte verstärkt sich das Problem der abnehmenden Gruppennützigkeit. Die Gemeinschaftswerbung der CMA beispielsweise kommt immer mehr auch ausländischen Anbietern am deutschen Markt zugute, die sich an der inländischen Finanzierung des Absatzfonds über Sonderabgaben nicht beteiligen.

## Kritik: Herausforderungen
Herausforderungen für das Gemeinschaftsmarketing für Agrarprodukte liegen in folgenden Bereichen:
- Finanzierung: Die Finanzierung von Absatzfonds, Deutscher Weinfonds und Holzabsatzfonds basiert auf einer Sonderabgabe, deren Zukunft ungewiss ist. Erfahrungen mit der Mobilisierung von freiwilligen Abgaben zeigen hingegen, dass eine „zwangsweise“ kollektive Abgabe eine notwendige Voraussetzung für ein nachhaltiges Mittelaufkommen für Maßnahmen des Gemeinschaftsmarketing ist.
- Inhaltliche Ausgestaltung: Die in Frage stehende Wirksamkeit von generischer Werbung (Milch, Fleisch, Butter etc.) macht eine Neukonzeption des Marketing-Mix erforderlich. Dabei ist zu erwägen, ob nicht Maßnahmen im Bereich der Öffentlichkeitsarbeit, der Förderung des Absatzes von Produktgruppen angemessener sind.
- Zielgruppen: Unter dem Aspekt der inländischen Marktsättigung erscheint es überlegenswert, das Gemeinschaftsmarketing für Agrarprodukte und Nahrungsmittel vor allem auf ausländische Märkte und damit auf das Exportmarketing zu verlagern, da sich dort der Kannibalisierungseffekt weniger schnell einstellt, die Markterfolge der inländischen Anbieter mithin zu Lasten ausländischer Marktteilnehmer gehen, nicht aber zu Lasten anderer inländischer Mitfinanziers der Marketingmaßnahme.

## Rechtslage
Das Bundesverwaltungsgericht hat anlässlich von Klagen rheinland-pfälzischer Winzer und Kellereien am 24. November 2011 letztinstanzlich entschieden, dass die Weinabgabe (der Deutsche Weinfonds erhebt sie zwangsweise von allen deutschen Winzern und Weinproduzenten) verfassungsmäßig ist.

## Einzelbelege
1. ↑  Otto Strecker, Josef Reichert, Paul Pottebaum: Marketing in der Agrar- und Ernährungswirtschaft. DLG-Verlag, Frankfurt 1997.
2. ↑  Unterschiedliche Marketingschulen und Quellen grenzen den Begriff unterschiedlich ein. Zum Teil wird von Gruppenmarketing gesprochen, wenn nicht alle Branchenangehörigen an dem System mitwirken. Zum Teil wird das gemeinsame Marketing für eine Fußgängerzone durch einen Gewerbeverein bereits als Gemeinschaftsmarketing verstanden, z. B.: R. Purtschert: Möglichkeiten und Grenzen der Gemeinschaftswerbung. In: ZfB. 1988, S. 521–534 und: Gemeinschaftswerbung. In: Vahlens großes Marketing-Lexikon. DTV, München 1994.
3. ↑  Karl Hofacker: Kunstgewerbeblatt. 15. Jahrgang, Leipzig 1904.
4. ↑  Karl Hofacker: Kunstgewerbeblatt. 16. Jahrgang, Leipzig 1905.
5. ↑  A. G. Stollwerck: Musteralbum mit 114 Reproduktion von Entwürfen für Stollwerck-Gemeinschaftswerbung mit Henkell. Köln 1905.
6. ↑  A. Röhr, K. Schleyerbach, R. v. Alvensleben: Entwicklung und Struktur der Werbeausgaben in der deutschen Milchwirtschaft. In: Die Molkereizeitung, Welt der Milch. 51, 1997, S. 764–769.
7. ↑  A. Röhr, K. Schleyerbach, R. v. Alvensleben: Entwicklung und Struktur der Werbeausgaben in der deutschen Fleischwirtschaft. In: Fleischwirtschaft. 1988, zitiert nach: Reimar von Alvensleben: Strategien zur Verbesserung des Image der Landwirtschaft, Vortrag auf der 48. Hochschultagung der Agrarwissenschaftlichen Fakultät der Christian-Albrechts-Universität zu Kiel am 6. Februar 1998 in Kiel.
8. ↑  BVerwG, Urteil vom 24. November 2011, Az. 3 C 32.10, Volltext; Bundesverwaltungsgericht erklärt Abgabe zum Deutschen Weinfonds für verfassungsgemäß auf mittelstandcafe.de
9. ↑  siehe vorausgehend: BVerfG, Beschluss vom 4. Februar 1958, Az. 2 BvL 31, 33/56, BVerfGE 7, 244 – Badische Weinabgabe.